# ألبرت زالومون (جراح)
ألبرت زالومون (بالألمانية: Albert Salomon)‏ هو جراح ألماني، ولد في 1883، وتوفي في 1976.